# Frank Gonschorek
Frank Gonschorek – wschodnioniemiecki judoka.
Brązowy medalista mistrzostw Europy w 1964. Trzeci w mistrzostwach NRD w 1965, 1966 i 1968 roku.